# Joan Garriga
Joan Garriga Bacardí (Bellpuig, Lérida, 28 de novembro de 1957) é um psicólogo e psicoterapeuta gestáltico e humanista. É conhecido por ser um dos principais expoentes das constelações familiares, uma abordagem do âmbito do paranormal e considerada pseudocientífica por Tomasz Witkowski, psicólogo polaco que de dedica ao combate da pseudociência.
Foi o responsável pela introdução de Bert Hellinger em Espanha em 1999, apresentando o seu trabalho com as constelações familiares à comunidade de terapeutas.
Autor best-seller e conferencista internacional, participa em diversos cursos terapêuticos e de formação na Europa e nas Américas..
Publicou vários livros que abordam temas como a parentalidade e a relação pais-filhos, a relação de casal, as raízes e influências transgeracionais, a espiritualidade, a filosofia para uma vida realizada e a arte de bem viver, o processo de transformação e a abordagem das constelações familiares.

## Biografia
Joan Garriga nasceu a 28 de novembro de 1957 em Bellpuig, uma pequena aldeia agrícola na província de Lérida, na Catalunha, Espanha. 
Deixou a sua aldeia para estudar direito na Universidade de Barcelona. Após três anos de estudos, uma inevitável crise de vocação afastou-o do direito e fê-lo interessar-se pela arte, especialmente pelo teatro e pela criatividade,
Iniciou depois estudos de psicologia na mesma Universidade de Barcelona, onde obteve a certificação como psicólogo clínico.

## Percurso profissional
O aprofundamento de estudos no âmbito da  psicologia conduz a que em 1985 crie o Institut Gestalt de Barcelona, juntamente com Mireia Darder e Vicens Olivé. Nesta instituição trabalhou durante muitos anos como psicoterapeuta, criador de equipas, formador e supervisor em terapia Gestalt, Programação Neurolinguística e abordagens corporais. Desvinculou-se do Institut Gestalt enquanto sócio, mas continua a colaborar como profissional.
Durante muitos anos colaborou com o Estudio Corazza para la Actuación de Juan Carlos Corazza e com Claudio Naranjo em diferentes países.
Em 1999 convida Bert Hellinger para realizar seminários em Espanha sobre constelações familiares. A aprendizagem com Bert Hellinger e o trabalho com constelações levou-o ao aprofundamento da visão sistémica na psicoterapia e desenvolvimento pessoal.
Em 2006 fundou a Editora Rigden Institut Gestalt, que publica livros de psicoterapia e espiritualidade.

## Obras publicadas

### Livros publicados
- Garriga, Joan (2006) ¿Donde están las monedas? El vínculo logrado entre hijos y padres. Ed. Rigden-Institut Gestalt (também publicado em português)
- Garriga, Joan (2008). Vivir en el alma. Amar lo que es, amar lo que somos y amar a los que son. Ed. Rigden Institut Gestalt (também publicado em português)
- Garriga, Joan (2013). El buen amor en la pareja. Cuando uno y uno suman más que dos. Ed. Destino (também publicado em português)
- Garriga, Joan (2014). La llave de la buena vida. Saber ganar sin perderse a uno mismo y saber perder ganándose a uno mismo. Ed. Destino (também publicado em português)
- Garriga, Joan (2020). Bailando juntos. La cara oculta del amor en la pareja y la familia. Ed. Destino (também publicado em português)
- Garriga, Joan (2021). Decir sí a la vida. Ganar fortaleza y abandonar el sufrimiento. Ed. Destino (também publicado em português)
- Garriga, Joan (2024). Constelar la vida. Del amor ciego al amor lúcido. Ed. Destino (também publicado em português)